# Carruthersia scandens
Carruthersia scandens là một loài thực vật có hoa trong họ La bố ma. Loài này được (Seem.) Seem. mô tả khoa học đầu tiên năm 1866.